# Хапоэль (футбольный клуб, Ришон-ле-Цион)
«Хапоэль Ирони» Ришон-ле-Цион (ивр. הפועל עירוני ראשון לציון‎) — израильский футбольный клуб из города Ришон-ле-Цион, выступающий в Чемпионате Израиля по футболу.

## История
«Хапоэль» (Ришон-ле-Цион) был основан в 1940 году и стал одним из первых футбольных клубов Израиля.
Лучшим достижением в истории клуба является выход в финал кубка Израиля в 1946 и 1996 годах. В обоих случаях «Хапоэль» уступил «Маккаби» (Тель-Авив). После финала 1996 года «Хапоэль» получил право участвовать в Кубке обладателей кубков, где в предварительном раунде уступил молдавскому «Конструкторулу».